# Bezgrzebieniowce
Bezgrzebieniowce (Ratitae) – termin odnoszący się do grupy ptaków cechujących się brakiem grzebienia na mostku, obejmujących przedstawicieli nadrzędu paleognatyczne poza kusaczami. Zaprzestano używania terminu bezgrzebieniowce w systematyce z uwagi na to, że wiele innych ptaków wtórnie niezdolnych do lotu, a będących bliskimi krewnymi ptaków latających, również nie posiada grzebienia.
Do bezgrzebieniowych zalicza się:
- kazuarowe (Casuariformes)
- kiwi (Apterygiformes)
- nandu (Rheiformes)
- strusie (Struthioniformes)
- mamutaki (Aepyornithiformes) †
- Dinornithiformes †

Z analiz filogenetycznych (m.in. z analizy Bakera i współpracowników, 2014, oraz Mitchella i współpracowników, 2014) wynika jednak, że wyżej wymienione grupy nie tworzą kladu, do którego nie należałyby również kusacze.